# エベ・リスベル
リスベル・エリーザ・エベ・メヒア（Lisvel Elisa Eve Mejia, 1991年9月10日 - ）は、ドミニカ共和国の女子バレーボール選手。ドミニカ共和国代表。

## 来歴
サントドミンゴ出身。2007年にドミニカ共和国代表に初選出され、同年のワールドカップでデビューした。翌年の北京五輪世界最終予選、ワールドグランプリなどにも出場した。2009年に北中米選手権で同国の初優勝に貢献し、同年のワールドグランドチャンピオンズカップにはミドルブロッカーとして活躍し、銅メダルを獲得した。2010年のパンアメリカンカップで優勝し、同年11月の世界選手権にも出場した。2010/11シーズンは、日本のVプレミアリーグ、デンソーエアリービーズに所属。アウトサイドヒッターのポジションで活躍し、平成22年度皇后杯でチームを初優勝へ導いた。2012年、ロンドン五輪に出場した。

## 球歴
- オリンピック - 2012年
- 世界選手権 - 2010年
- ワールドカップ - 2007年、2011年、2019年
- ワールドグランプリ - 2008年、2009年、2010年、2012年
- ワールドグランドチャンピオンズカップ - 2009年
- 北中米選手権 - 2007年、2009年

## 受賞歴
- 2010年 トリノ国際大会 ベストブロッカー賞
- 2010年 パンアメリカンカップ ベストブロッカー賞
- 2011年 パンアメリカンカップ ベストサーバー賞

## 所属クラブ
- Deportivo Nacional （2004-2005年）
- Mirador （2006-2007年）
- Santiago （2007-2008年）
- Criollas de Caguas （2008-2009年）
- GSカルテックス（2009-2010年）
- Indias de Mayagüez （2010年）
- デンソーエアリービーズ （2010-2011年）
- Criollas de Caguas（2011-2012年）
- CV Deportivo Géminis（2015-2016年）
- Mirador VC（2016-2017年）
- Caribeñas Volleyball Club（2017-2018年）
- CV Deportivo Géminis（2018-2019年）
- Universidad San Martín（2019-2020年）
- PTT Spor（2020-2021年）
- CV Deportivo Géminis（2023-2024年）